# Intelligentiemeting

Matrix uit de Progressive Matrices-intelligentietest

Een intelligentiemeting of intelligentietest is een meting van de intelligentie van een persoon. Het meten van iemands intelligentie gebeurt voornamelijk met psychodiagnostische tests. Dit is geen eenvoudige zaak, vooral omdat intelligentie vele facetten kent en niet eenvoudig te definiëren is. Zoals mensen verschillen in lengte en gewicht, zo verschillen zij ook qua intelligentie. Maar waar lengte en gewicht eenvoudig zijn te meten, is dat bij intelligentie niet direct mogelijk. Geen enkele test kan alle verschillende facetten van de intelligentie omvatten en op een betrouwbare en valide wijze vaststellen. Er kan alleen bij benadering worden vastgesteld hoe goed bepaalde functies van de intelligentie bij een mens of dier zijn ontwikkeld.
Met toenemende leeftijd groeien kinderen niet alleen in lengte en gewicht, maar ook hun intelligentie neemt toe. Bepaalde facetten van de intelligentie veranderen sterker met de leeftijd dan andere. Een tweede taal leren, gaat bijvoorbeeld op jonge leeftijd makkelijker dan op latere leeftijd. Geheugenfuncties nemen bij oudere mensen af. In sommige culturen worden bepaalde facetten van de intelligentie door verschil in scholing meer beoefend dan andere. Met deze variaties in leeftijd en cultuur moet bij intelligentie-metingen rekening gehouden worden.

## Eerste intelligentietests
Al in de 19e eeuw werd gezocht naar mogelijkheden om verschillen in intelligentie bij mensen vast te stellen. Bekend geworden is het werk van Paul Broca in Frankrijk, Francis Galton in het Verenigd Koninkrijk en Wilhelm Wundt in Duitsland. Maar de ontwikkeling van de intelligentietests van de 20e eeuw is begonnen met de Franse psycholoog Alfred Binet die samen met zijn medewerker Théodore Simon in 1905 een intelligentietest ontwierp voor kinderen. Deze Binet-Simon-schaal werd kort daarna vertaald voor gebruik in de Verenigde Staten en toen die test daar in 1908 op de markt kwam, bleek die direct in een grote behoefte te voorzien. Het was een Amerikaan, Henry Goddard, die op basis van deze Franse test het begrip IQ, intelligentiequotiënt, ontwikkelde. Het gebruik van de term quotiënt verwijst naar de oorspronkelijke berekeningswijze van het IQ, waarbij de verstandelijke leeftijd gedeeld werd door de chronologische leeftijd. 
Toen de Verenigde Staten in 1917 besloten om het Verenigd Koninkrijk en Frankrijk te helpen in de oorlog tegen Duitsland, moesten er op korte termijn veel rekruten voor het Amerikaanse leger geselecteerd worden. Men wilde daarbij ook op intelligentie selecteren en ontwierp twee eenvoudige tests die groepsgewijs konden worden afgenomen, de Army Alfa en Army Bèta. De grote ontwikkeling in het individueel testen van volwassenen begon met David Wechsler die in 1939 de Wechsler Adult Intelligence Scale (WAIS) publiceerde. Tien jaar later werd op soortgelijke basis een nieuwe test voor kinderen op de markt gebracht, de Wechsler Intelligence Scale for Children (WISC). Sindsdien is de Nederlandstalige bewerking van die test en de bijbehorende revisies daarvan ook in Nederland en Vlaanderen de meest gebruikte intelligentietest voor kinderen.

## Veel gebruikte intelligentietests in Nederland

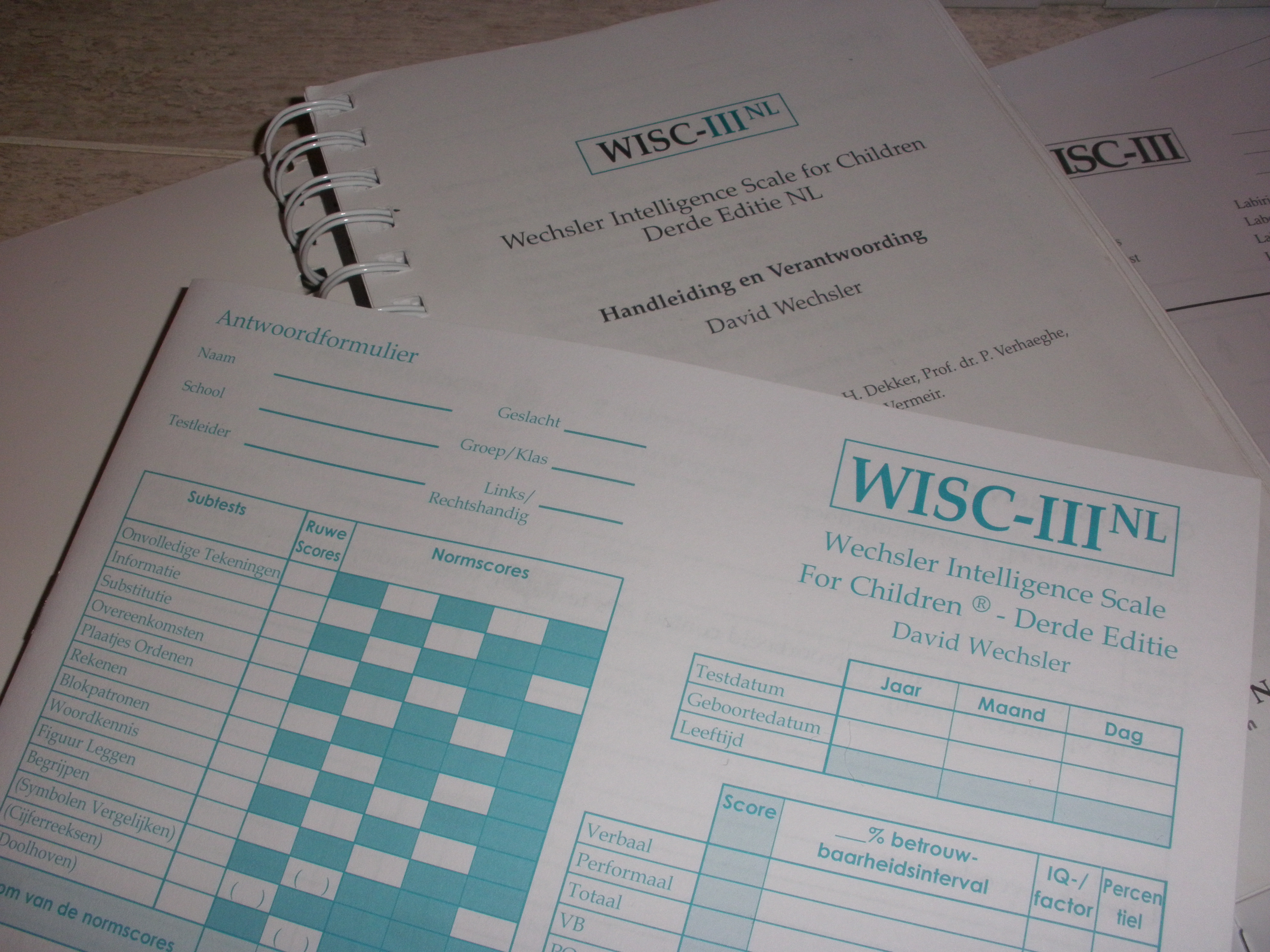
WISC-III

De WAIS bestond oorspronkelijk uit 11 subtests: 6 verbale en 5 non-verbale subtests. Zo kon afzonderlijk een verbaal IQ en een performaal IQ worden berekend. Het gemiddelde van de scores op alle subtests samen vormt dan de totale intelligentiescore. In 1997 werd de test grondig herzien. Het resultaat was de WAIS-III met 14 subtests, waarvan er doorgaans 11 gebruikt worden. In 2000 verscheen een aanpassing voor het Nederlandse taalgebied.
De WAIS heeft ook een kinderversie (ca. 6-16 j.), de WISC, en een kleuterversie, (ca. 2,5-7 j.), de Wechsler Preschool and Primary Scale of Intelligence (WPPSI). Deze tests hebben analoge onderdelen, maar dan aangepast aan de kinderleeftijd. Een andere bekende intelligentietest voor kinderen is de RAKIT, ontwikkeld aan de Vrije Universiteit te Amsterdam.
Een voor volwassenen in Nederland veel gebruikte intelligentietest is de Groninger Intelligentietest (GIT), in de jaren 1950 ontwikkeld door Frans Verhage. Deze test bestaat uit 9 onderdelen die verschillende vaardigheden meten, zoals rekenvaardigheid, logisch redeneren en ruimtelijk inzicht. Ook van de GIT bestaat een tweede versie: de GIT-2. In het algemeen (dit geldt voor Nederland, niet voor het gehele Nederlandse taalgebied) staat de GIT bekend als een goed genormeerde en betrouwbare test.
Er bestaan ook speciale intelligentietests voor specifieke doelgroepen, zoals doven die niet via de gangbare manier kunnen worden getest: de in Nederland ontwikkelde Snijders-Oomen niet-verbale intelligentietest, kortweg SON-test en de COVAAR-test voor asielzoekers.

## Het IQ
Het intelligentiequotiënt of IQ is een van de meest gangbare maten voor de intelligentie. Het is een score afgeleid van een verzameling gestandaardiseerde tests, die ontwikkeld zijn met het doel om de cognitieve vaardigheden van een persoon vast te stellen. Bij kinderen, bij wie de intelligentie nog sterk in ontwikkeling is, gebeurt dat in relatie tot de gemiddelde intelligentie van de betreffende leeftijdsgroep.
Oorspronkelijk werd het IQ door Henry Goddard gedefinieerd als de verstandelijke leeftijd gedeeld door de chronologische leeftijd, maal 100. Daarmee had iemand met een IQ van 100 dus een verstandelijke leeftijd gelijk aan de chronologische leeftijd. Voor een indicatie van het IQ van kinderen was dit aanvankelijk een bruikbare definitie. Voor volwassenen ging die berekening niet op, omdat de intelligentie niet meer toeneemt vanaf ongeveer het 18e levensjaar. Reeds in de puberteit neemt de stijging van de intelligentie al af in verhouding tot de stijging van de chronologische leeftijd. Daarom werd vanaf omstreeks het 14e levensjaar een leeftijdscorrectie toegepast, met een leeftijd van 18 jaar als maximumdeler voor de chronologische leeftijd. David Wechsler hanteerde een IQ-meting (zijn Wechsler-Bellevueschaal van 1939, voorloper van de WAIS) door de prestatie van de proefpersoon te vergelijken met de prestaties van grote normgroepen, een principe dat sindsdien algemeen verspreid werd. Alleen bij kinderen zijn die normgroepen van ongeveer dezelfde leeftijd. 
Het IQ is een genormaliseerd getal op een schaal waarvan het gemiddelde op 100 wordt gesteld met een standaardafwijking van 15. Intelligentietests worden zo ontworpen dat IQ-scores bij benadering normaal verdeeld (gauss-verdeeld) zijn. Het gemeten IQ wordt daarbij gezien als een schatting van het ware, maar onbekende, IQ. Steeds vaker worden daarom de betrouwbaarheidsgrenzen van het gemeten IQ vermeld, zoals in de nieuwe WAIS. Herhaalde proeven bij eenzelfde persoon wijzen uit dat diens testuitslag soms tot twintig punten kan afwijken van een eerdere testuitslag, met verschillende oorzaken, zoals een slechte gezondheid, vermoeidheid, stress en concentratieproblemen door gewenning aan materiaal en situatie.

## Onderzoek naar genetische invloeden en omgevingsinvloeden op het IQ
Om externe invloeden op het IQ vast te stellen hebben gedragsgenetici zich gericht op twee van de drie klassieke onderzoeksvormen: tweelingonderzoek en adoptieonderzoek. De derde, familieonderzoek, wordt buiten beschouwing gelaten, omdat het lastig is om genetische invloeden te onderscheiden van omgevingsinvloeden (de omgeving wordt gedeeld door de verschillende groepen). Bij tweelingonderzoek is er gekeken naar de overeenkomst tussen continue eigenschappen, zoals lengte, gewicht en IQ. Dus bijvoorbeeld wat de correlatie is tussen een eeneiige tweeling en een twee-eiige tweeling. Bij adoptieonderzoek is gekeken naar genetisch verwante individuen (kinderen), maar die niet de omgeving delen van hun biologische ouders. 
Uit die verschillende onderzoeken en vooral uit de laatste twee is gebleken dat voor de meeste psychologische eigenschappen, zoals cognitieve vaardigheden (IQ), persoonlijkheid en de meeste psychiatrische stoornissen, geldt dat ten minste 20-40 procent van de verschillen tussen individuen bepaald wordt door omgevingsfactoren. Anders gezegd: de omgeving heeft invloed op de score van het IQ.

## Hoe vaak komt een bepaalde IQ-score voor?

Normale verdeling van IQ-scores met 100 als gemiddelde en standaardafwijking 15

De hiernaast afgebeelde grafiek toont een normale verdeling met een verwachtingswaarde van 100 en een standaardafwijking van 15. Op basis van deze grafiek kan voor IQ-scores de volgende tabel samengesteld worden:
| IQ     | Relatieve cumulatieve frequentie |
| ------ | -------------------------------- |
| 55     | 0,1%                             |
| 70     | 2,2%                             |
| 85     | 15.8%                            |
| 100    | 50,0%                            |
| 115    | 84,1%                            |
| 130[2] | 97,8%                            |
| 145    | 99,9%                            |
Uitleg: 
84,1% van de testmetingen zal een score van 115 of lager opleveren (het oppervlak onder de kromme links van 115 ofwel 1 standaarddeviatie boven het gemiddelde). Een score van 130 (twee standaarddeviaties boven het gemiddelde) of hoger zal in 2,1% van de metingen voorkomen. Een score tussen de 85 en de 115 zal in (84,1% - 15,8%) = 68,3% van de metingen voorkomen.
De helft van de bevolking heeft dus per definitie een IQ lager dan 100, de andere helft hoger; dit is het gevolg van de standaardisatie van de IQ-test. Uit de tabel blijkt verder dat heel lage of hoge IQ's relatief weinig voorkomen. Een IQ hoger dan 145 zal bij 1 op de 1000 mensen voorkomen.

## De betekenis van IQ-scores
De indeling van de IQ-waarden:
| > 130     | Hoogbegaafd                       |
| 121 - 130 | Begaafd                           |
| 115 - 120 | Bovengemiddeld                    |
| 85 - 115  | Gemiddeld                         |
| 70 - 85   | Benedengemiddeld/zwakbegaafd      |
| 50 - 70   | Lichte verstandelijke beperking   |
| 35 - 50   | Matige verstandelijke beperking   |
| 20 - 35   | Ernstige verstandelijke beperking |
| < 20      | Diepe verstandelijke beperking    |

### Uitzonderlijke IQ scores
Verschillende beroemdheden hebben of hadden uitzonderlijke IQ-scores, waaronder:
- Albert Einstein had naar verluidt een IQ van 160.
- Dolores Leeuwin, kwam bij de De Nationale IQ Test in 2012 uit op de hoogste score tot dan toe met 159.[3]
- Mark Huizinga, was tot 2012 degene die op De Nationale IQ Test de hoogste score had met 142.[3]
- Kim Ung-yong, zou een IQ van 210 hebben.[4]
- Marilyn vos Savant, zou een IQ hebben van 228, maar dit bleek een meetfout.[4]
- James Woods, zou een IQ van 180 hebben.[5]
- Rory Bidwell, een jongen van 12 uit het Verenigd Koninkrijk, haalde het nieuws in 2024 met een IQ-score van 162.[6]
- YoungHoon Kim, heeft het record van de hoogste IQ-score ter wereld namelijk 276[7]

## Kanttekeningen
Voor het IQ bestaat bijzonder veel belangstelling, omdat een persoon daarmee gemakkelijk te beoordelen lijkt. Een aantal kanttekeningen dienen wel geplaatst te worden bij IQ-tests.
Ten eerste is een IQ-test een momentopname, zoals dat bij veel metingen het geval is. Als een deelnemer ziek is, zeer slecht geslapen heeft of hinder ondervindt vanuit de omgeving, kan zijn score al gauw 10-20% lager uitvallen. Ten tweede is de test te manipuleren: door te oefenen kan men een hogere score behalen (circa 10% hoger is mogelijk). Het verbeteren van de score door oefening geeft dan bij de uiteindelijke test een onbetrouwbare IQ-waarde. Daarnaast worden gedownloade en online IQ-tests niet als betrouwbare metingen beschouwd. Een voorwaarde voor een betrouwbaar intelligentie-onderzoek is een gestandaardiseerde testafneming (afneming van de test onder steeds dezelfde omstandigheden, voorwaarden, gelijke tijdsduur, etc.) en hiervan is bij het zelf maken van een gedownloade test geen sprake. Ook verschaffen veel van deze tests onvoldoende tot geen duidelijkheid over hoe en door wie de vragen zijn opgesteld en op welke manier de normering van de test tot stand gekomen is.
Een andere niet-officiële IQ-test, tevens een voorbeeld van de publieke belangstelling voor IQ-metingen, is het programma De Nationale IQ Test van de Nederlandse televisieomroep BNN. Bij dit programma wordt een meting gedaan bij een aantal bekende Nederlanders en een groot aantal deelnemers uit het publiek. Ook kunnen de kijkers thuis meedoen om hun eigen score vast te stellen. De test die hier afgenomen wordt, is echter geen wetenschappelijke of gestandaardiseerde IQ-meting. De score die een deelnemer bij een dergelijke test behaalt, kan dan ook niet als betrouwbare benadering worden gezien van het IQ.
Overheden en veel bedrijven zijn voor hun assessments ruimer gaan kijken dan alleen het IQ, overeenkomstig met de bredere definities van intelligentie. 
Een betrouwbare IQ-test dient altijd afgenomen te worden door een persoon die onafhankelijk is van de opdrachtgever, geschoold is in het afnemen van de test en die de testresultaten juist kan interpreteren. 
In de testpsychologie wordt niet altijd enkel een waarde voor het IQ gegeven, omdat dit een schijnexactheid weergeeft. De score wordt dan uitgedrukt als een interval: met een bepaalde mate van betrouwbaarheid worden onder- en bovengrens van de werkelijke score gegeven.

## Factoren bij intelligentiemeting
Een belangrijke factor die bij een intelligentiemeting meespeelt, is de onderwijsachtergrond. Uit onderzoeken blijkt dat mensen die langer onderwijs hebben gevolgd en mensen met een hoger opleidingsniveau hoger op een IQ-test scoren dan mensen met een lage opleiding. Zo werd bij de opkomst van IQ-tests in de Verenigde Staten regelmatig gemeten dat Amerikanen van Europese afstamming gemiddeld hoger scoorden dan Afro-Amerikanen. Kritische analyses wezen uit dat niet alleen aangeboren intelligentie, maar ook de kwaliteit van het genoten onderwijs de testscores bepaalden.
Ook factoren als cultureel bepaalde ijver, socio-economische status en gezondheid kunnen leiden tot verschillen tussen gemiddelde IQ-scores bij diverse bevolkingsgroepen.
Regelmatig bleek uit onderzoeken dat mannen intelligenter zouden zijn dan vrouwen, omdat mannen gemiddeld hoger scoorden op IQ-tests dan vrouwen. Dat zou verklaard kunnen worden doordat IQ-tests traditioneel meer zaken meten waarin mannen beter zijn dan vrouwen, zoals ruimtelijke inzicht en rekenen. In 2012 werd een onderzoek gepubliceerd, waaruit zou blijken dat in dat jaar vrouwen voor het eerst hoger scoren bij IQ-tests dan mannen. Dat zou dan niet het gevolg zijn van het feit dat vrouwen beter zijn gaan rekenen of meer ruimtelijk inzicht hebben gekregen, maar van [...] het drukke leven van de gemiddelde vrouw: een moeder moet gezin en carrière combineren en zou hiervan slimmer worden. Het is echter waarschijnlijk dat onderzoeken naar de verschillen tussen mannen en vrouwen wat betreft intelligentie vaak beïnvloed worden door culturele vooroordelen.

## Deelaspecten
Door middel van factoranalyse van de uitslagen van grote groepen personen op een groot aantal verschillende intelligentie-tests, of onderdelen daarvan, heeft men onderscheid gemaakt tussen de volgende factoren (deelgebieden) van de intelligentie. De volgorde hieronder is die van de grootte van de factorlading of bijdrage tot de algemene intelligentie-uitslag:
- Algemene intelligentie (g-factor)
- Verbale intelligentie
- Numeriek, logisch (Logical-Mathematical)
- Ruimtelijk inzicht-technisch inzicht
- Geheugen
- Sociale intelligentie
- Emotionele intelligentie